# John Ringrose
Pour les articles homonymes, voir Ringrose.
John Robert Ringrose (né le 21 décembre 1932) est un mathématicien britannique qui a étudié les algèbres d'opérateurs.

## Formation et carrière
Ringrose a étudié au St. John's College de l'université de Cambridge, où il a obtenu son doctorat sous la direction de Frank Smithies (de) en 1957 (avec une thèse intitulée « Contributions to the theory of linear operators »). Il a ensuite été maître de conférences à l'université de Newcastle à partir de 1957 et à Cambridge à partir de 1961, où il est également devenu membre du St. John's College. En 1963, il a été maître de conférences et professeur en 1964 à Newcastle, où il est resté jusqu'à sa retraite en 1993.

## Travaux
Ringrose est un expert de premier plan sur les algèbres d'opérateurs et les opérateurs non auto-adjoints. Lui et Richard Kadison ont écrit une monographie complète en quatre volumes sur les algèbres d'opérateurs.
John Ringrose a publié une preuve courte du théorème de Milman-Pettis (qui énonce que tout espace de Banach uniformément convexe est réflexif).

## Prix et distinctions
En 1977, il est devenu membre de la Royal Society et il est également devenu membre de la Royal Society of Edinburgh. De 1992 à 1994, il a été président de la London Mathematical Society. En 1974, il a été conférencier invité au Congrès international des mathématiciens à Vancouver avec une conférence intitulée « Operator algebras and their abelian subalgebras ». En 1962, Ringrose est lauréat du prix Adams.

## Publications
- avec Richard Kadison : Fundamentals of the theory of operator algebras, 4 volumes, Academic Press 1983, 1986, 1991, 1992 (nouvelle édition American Mathematical Society 1997)
- Compact non self-adjoint operators, van Nostrand 1971